# Bassozetus robustus
Bassozetus robustus е вид лъчеперка от семейство Ophidiidae. Видът не е застрашен от изчезване.

## Разпространение и местообитание
Разпространен е в Австралия (Западна Австралия и Нов Южен Уелс), Бахамски острови, Бразилия, Кения, Колумбия, Куба, Малдиви, Мексико, Мозамбик, Нова Зеландия (Кермадек), Нова Каледония, Панама, САЩ (Северна Каролина), Филипини и Южна Африка.
Среща се на дълбочина от 1035 до 2705 m, при температура на водата от 2,1 до 4,9 °C и соленост 34,5 – 35 ‰.

## Описание
На дължина достигат до 64 cm.